# 張祥 (北周至隋朝)
張祥（?—?），京兆郡（今陕西省西安市）人，隋朝軍人。
张祥年轻时被北周丞相楊堅知晓，後召为丞相参軍事。隋文帝開皇年間，累進并州司馬。604年（仁寿四年）、漢王楊諒起兵，派部将劉建攻打井陘，張祥率领官軍抵抗。相传，劉建在城下纵火，民宅起火。張祥向城側西王母廟哭泣祈願降雨，廟上雲起，大雨驟降，火被扑灭。城中兵士被張祥至誠感神所鼓励，士气提高。井陘城被围攻一个月后，李子雄的援軍赶来，劉建敗走。張祥因功受位開府，历任汝州刺史、灵武郡太守，入朝担任都水监。在官任上去世。

## 子女
- 張季珣（大業末年为鷹击郎将在箕山守備，李密、翟让将他包围，粮尽后被翟让殺害）
- 張仲琰（大業末年担任上洛县令，抵抗唐軍，被部下殺害）
- 张幼琮（担任千牛左右，宇文化及之乱，被殺害）